# Kajsa Sundström
Kajsa Barbro Gunilla Sundström(-Feigenberg), född 2 februari 1928 i Skövde, död 12 januari 2020 i Köpingsvik, Öland, var en svensk läkare. 
Sundström, dotter till riksdagsman Walter Sundström och folkskollärarinna Judit Johansson, blev medicine licentiat vid Karolinska institutet 1953, specialist i gynekologi och obstetrik 1960 och medicine doktor 1988. Hon var underläkare på kvinnoklinikerna på Södersjukhuset och Sabbatsbergs sjukhus 1955–1962, gynekolog på Postverkets läkarcentral i Stockholm 1965–1972, föredragande läkare (mödrahälsovård, familjeplanering och abort) vid Socialstyrelsen 1973–1982 och biträdande överläkare på Karolinska sjukhusets gynekologiska mottagning och Sundbybergs vårdcentral från 1982. 
Sundström var projektledare för Socialstyrelsens utredning om mödravårdens innehåll och organisation, sex och samlevnadsprojektet på Gotland 1973–1976 samt projekt om föräldrautbildning 1979–1982, expert i 1980 års abortkommitté 1980–1983 och medlem av SAREC:s insatsgrupp om mänsklig fortplantning från 1978. Hon var ansvarig för utvecklingen av Folkhälsoinstitutets målinriktning för kvinnors hälsa. Hon innehade en forskartjänst vid Department of International Health Care Research 1988–1993 och studerade då villkoren kring familjeplanering, aborter och barnafödande i olika delar av världen. Hon var även bland annat koordinator för ett treårigt projekt i Zambia kring reproduktiv hälsa. 
Sundström var en av huvudarrangörerna för en internationell kongress i Stockholm 1992 om kvinnors psykosociala och reproduktiva hälsa. Hon har författat skrifter om samhällsutveckling, barnafödande, födelsekontroll och abort, psykosociala och etiska frågor i kvinnosjukvården, bland annat doktorsavhandlingen När livet var som bäst: kvinnor i Sundbyberg berättar om samlevnad, arbete och barn (1987) och en omfattande rapport om abortsituationen i världen på uppdrag av Förenta Nationerna, Världsbanken och Sida (1993). Hon tilldelades professors namn 1995.
Sundström gifte sig första gången 1950 med docent Hugo Andersson (skild 1958) och andra gången 1962 med professor Loma Feigenberg (död 1988).